# Putatan
Putatan ist eine Kleinstadt im malaysischen Bundesstaat Sabah und gehört zum gleichnamigen Verwaltungsbezirk Distrikt Putatan. Putatan grenzt direkt an Kota Kinabalu und hat damit quasi den Status einer Vorstadt. Sie ist Teil des Gebietes West Coast Division zu dem die Distrikte Kota Kinabalu, Ranau, Kota Belud, Tuaran, Penampang, Putatan und Papar gehören.

## Geschichte
Putatan war früher eine Stadt innerhalb des Distrikts Penampang. Durch die rapide Entwicklung Kota Kinabalus siedelten sich immer mehr Familien in den urbanen Randgebieten an, so dass Putatan im März 1997 durch den damaligen Ministerpräsidenten von Sabah, YAB Datuk Yong Teck Lee, zuerst den Status eines Unterdistrikts 5. Klasse (daerah kecil, wörtlich: kleiner Distrikt) zuerkannt bekam und schließlich am 1. März 2007 eigenständig und in den Status eines eigenen Distrikts erhoben wurde.

## Demographie
Die Bevölkerung beträgt laut der letzten Volkszählung im Jahr 2010 1306 Einwohner und setzt sich überwiegend aus Bajau sowie einer größeren Zahl von Malaien, Kadazan-Dusun und Chinesen zusammen.

## Sehenswürdigkeiten
- Lok Kawi Wildlife Park (5° 51′ 2,2″ N, 116° 4′ 7,8″ O),
- Petagas War Memorial zur Erinnerung an die Opfer der Japanischen Besatzung,
- Taman Memorial Tun Datu Mustapha mit dem Grab von Tun Mustapha in Kampung Ulu/Ulu Seberang